# Anna Sofia Sevelin
Anna Sofia Sevelin, född Thunberg 23 juli 1790 i Helgesta, död 25 februari 1871 i Stockholm, var en svensk skådespelare och sångare. Hon brukar nämnas tillsammans med Elisabet Frösslind och Henriette Widerberg som de mest uppmärksammade sångerskorna under 1800-talets första hälft.

## Biografi och karriär
Sevelin var barn till klockaren Olof Thunberg och hans fru Gustava. Hon blev antagen vid Dramatens elevskola 1806, uppmärksammades som sångerska redan 1807. Vid Scenskolan utbildades hon av Johan Fredrik Wikström och sedan Carl August Stieler. Hon sjöng ursprungligen alt men utvecklades till sopran och sjöng 1812 rollen som Nattens drottning i Trollflöjten.
Hon var fast anställd vid Operan 1813–1837 och visade stor begåvning i en rad operor av kända tonsättare som Mozart, Weber, Spohr och Rossini. Sevelin gjorde även gästuppträdanden i Köpenhamn och Hamburg. Bland hennes roller fanns Grevinnan i Figaros bröllop, Constance i Enleveringen ur seraljen, Agatha i Friskytten, Rosina i Barberaren i Sevilla och titelrollen i Jessonda.
Sevelin övertog många roller efter Jeanette Wässelius. Hennes röst var en djup och fyllig alt. Hon beskrivs ha varit en bra sångare men dålig som skådespelare; det sades att hon ”sjunger alltid på teatern som på en konsert”. Som person beskrevs hon som prosaisk, varken vacker eller ful, hederlig, respekterad och ”dygdig”.
Överansträngning förstörde hennes röst; efter 1833 var hon inte längre verksam, efter att ha begärt avsked då hennes lön sänktes. Först 1837 fick hon formellt avsked och titeln hovsångerska. Hennes make, som ansåg henne orättvist behandlad, tog avsked 1838 efter att mitt på scenen deklarerat att han aldrig skulle komma tillbaka.
Nils Arfwidsson beskrev henne: 
”... komikern Sevelins dygdiga och aktade maka, var under hela 20-talet sångscenens primadonna. [...] Hennes röst var en hög och stark sopran, mycket öfvad — hon var länge vår enda koloratursångerska — men skall tidigt blifvit sprängd på Stjerndrottningens arior i »Trollflöjten» och hade förlorat mycket i både friskhet och klang, egenskaper, som den i hennes första tider lär egt i hög grad. Imellertid sjöng hon Armide, Agatha i »Friskytten», Donna Elvira i »Don Juan», m. m. och åtnjöt alltid en succés d’estime [...] Hon kan sägas hafva infört den moderna italienska musiken hos oss; ty långt innan Rossinis operor här uppfördes — och i dem var hon på sin tid här den enda, som kunde åter-gifva hufvudrollerna — sjöng hon på konserter dessa tonverks stora fruntimmers« arior och alltid med mycket bifall för den struptärdighet hon dervid ådagalade. Sedermera, när »Tancred» liksom (förut) Mozarts »Titus» här gafs, spelade hon de manliga sopranpartierna i dessa operor.”
Sevelin invaldes som associerad ledamot nummer sju av Kungliga Musikaliska Akademien den 4 juni 1817. Hon var gift med dansaren Per Erik Sevelin 1813–1851.